# ماکرون
ماکرون (به یونانی: μακρόν) نمادی‌است به شکل یک خط تیره که در بالای واکه‌ها و گاه در پایین آن می‌آید. به‌ندرت نیز این علامت بالا یا پایین همخوان‌ها جای‌می‌گیرد.
ماکرون در اصل در غرب برای نشان‌دادن طولانی‌بودن یا سنگینی هجاها در زمینهٔ وزن شعر استفاده‌می‌شد، ولی امروزه این نماد نشان‌دهندهٔ واکهٔ بلند است. همچنین در الفبای آوانگاری بین‌المللی این نماد نشان‌دهندهٔ نواخت است.
- در لاتین نویسی فارسی ماکرون برای نشان دادن واکه های بلند به کار گرفته می شود.
- در نویسه‌گردانی زبان عربی به لاتین، از ماکرون برای نشان‌دادن واکه‌های بلند سودبرده‌می‌شود.
- در نویسه‌گردانی زبان یونانی به خط لاتین، η و ω به صورت ē و ō نوشته‌می‌شوند.
- در نگارش زبان اسپانیایی، گاه ñ به صورت n̄ نوشته می‌شود.
- در پین‌یین، ā, ē, ī, ō, ū, ǖ نشان‌دهندهٔ نواخت بالاست.